# Terem Moffi
Terem Moffi, né le 25 mai 1999 à Calabar au Nigeria, est un footballeur international nigérian qui évolue au poste d'avant-centre à l'OGC Nice.

## Biographie

### En club

#### Débuts et départ en Lituanie
Originaire du Nigeria, Terem Moffi commence le football en étant initialement milieu de terrain avant de devenir attaquant à l'âge de 12 ans, un poste qui devient définitivement le sien quand il arrive en Angleterre à 17 ans. Il rejoint ensuite la Lituanie en s'engageant en 2017 avec le FK Kauno Žalgiris. En février 2019 il rejoint un autre club lituanien, le FK Riteriai. Il termine deuxième meilleur buteur du championnat avec ce club lors de la saison 2019 avec 14 réalisations en 24 matchs. Il brille contre le FK Palanga, en étant l'auteur d'un doublé contre ce club en avril 2019, puis d'un triplé en septembre 2019.

#### KV Courtrai
Le 8 janvier 2020, Terem Moffi s'engage en faveur du club belge du KV Courtrai contre une indemnité de transfert de 150 000 euros,. Il joue son premier match sous ses nouvelles couleurs dix jours plus tard, face au Saint-Trond VV, en championnat (défaite 2-0 de Courtrai). Il inscrit son premier but le 26 janvier, lors de la journée suivante face au Club Bruges KV (2-2).

#### FC Lorient
Le 1er octobre 2020, Terem Moffi signe un contrat de quatre saisons avec le FC Lorient, soit jusqu'en juin 2024, tout juste promu en Ligue 1, contre une indemnité de transfert estimée à 8 millions d'euros hors bonus,. Il joue son premier match avec les Merlus le 17 octobre suivant face au Stade de Reims, en championnat. Titulaire ce jour-là, il se fait remarquer en provoquant le penalty transformé par son coéquipier Yoane Wissa, avant d'inscrire son premier but pour sa première apparition sous les couleurs lorientaises, participant ainsi à la victoire de son équipe par trois buts à un. Le 31 janvier 2021, lors d'un match de championnat face au Paris SG, il inscrit le but de la victoire après être entré en jeu en marquant dans le temps additionnel (victoire 3-2). Le 14 février 2021, Moffi signe son premier doublé avec Lorient, lors d'un match de championnat contre l'AS Monaco au Stade Louis-II. Il permet ainsi à son équipe de rapporter un point de ce déplacement (2-2 score final). Il inscrit son premier triplé en Ligue 1 le 25 avril 2021 contre les Girondins de Bordeaux lors de la victoire du FC Lorient 4 buts à 1.
Au moment de son départ du club, en janvier 2023, il est auteur de 12 buts à mi-saison.

#### OGC Nice
Le 31 janvier 2023, après un bon début de saison et avoir refusé une proposition de l'Olympique de Marseille, Moffi s'engage à l'OGC Nice sous forme d'un prêt avec option d'achat obligatoire, une option estimée entre 25 et 30 millions d'euros. Moffi dispose d'un contrat jusqu'en 2027 avec le club azuréen. Il remplace numériquement Andy Delort, dont le départ de Nice a été officialisé la veille.
Le 26 février 2023, lors d'un derby en championnat contre l'AS Monaco, Moffi se fait remarquer en inscrivant ses deux premiers buts pour Nice. Titulaire, l'attaquant nigérian est le grand artisan de la victoire de son équipe avec deux buts et une passe décisive pour Khéphren Thuram (0-3 score final),.
En juillet 2024, à l'occasion d'un stage en Autriche, Moffi se blesse au genou gauche et y subit une rupture du ligament croisé antérieur. Son retour est initialement espéré en avril 2025. Il est finalement apte dès le mois de mars et reprend la compétition le 29 de ce mois en Ligue 1 à l'occasion du derby azuréen que remporte l'AS Monaco (2-1),.

### En sélection
Terem Moffi est appelé pour la première fois avec l'équipe nationale du Nigeria par le sélectionneur Gernot Rohr en mai 2021. Il honore sa première sélection lors de ce rassemblement, le 4 juin 2021, à l'occasion d'un match amical face au Cameroun. Il entre en jeu à la place de Paul Onuachu lors de cette rencontre perdue par son équipe par un but à zéro.
Moffi inscrit ses deux premiers buts pour le Nigeria le 13 juin 2022 contre Sao Tomé-et-Principe. Avec son doublé il contribue à la victoire de son équipe par dix buts à zéro.
Initialement absent de la liste des vingt-cinq joueurs nigérians sélectionnés par José Peseiro pour disputer la Coupe d'Afrique des nations 2023, Terem Moffi est rappelé pour remplacer Victor Boniface, blessé.

## Statistiques

### Statistiques détaillées
| Saison                | Club                  | Championnat           | Championnat | Championnat | Championnat | Coupe(s) nationale(s) | Coupe(s) nationale(s) | Coupe(s) nationale(s) | Compétition(s) continentale(s) | Compétition(s) continentale(s) | Compétition(s) continentale(s) | Compétition(s) continentale(s) | Total | Total | Total |
| Saison                | Club                  | Division              | M.          | B.          | P.d.        | M.                    | B.                    | P.d.                  | Comp.                          | M.                             | B.                             | P.d.                           | M.    | B.    | P.d.  |
| 2017                  | FK Kauno Žalgiris     | A Lyga                | 8           | 1           | 0           | -                     | -                     | -                     | -                              | -                              | -                              | -                              | 8     | 1     | 0     |
| 2019                  | FK Riteriai           | A Lyga                | 29          | 20          | 3           | 1                     | 1                     | 0                     | C3                             | 2                              | 0                              | 0                              | 32    | 21    | 3     |
| 2019-2020             | KV Courtrai           | Division 1A           | 7           | 4           | 0           | 2                     | 0                     | 0                     | -                              | -                              | -                              | -                              | 9     | 4     | 0     |
| 2020-2021             | KV Courtrai           | Division 1A           | 2           | 1           | 0           | -                     | -                     | -                     | -                              | -                              | -                              | -                              | 2     | 1     | 0     |
| Sous-total            | Sous-total            | Sous-total            | 9           | 5           | 0           | 2                     | 0                     | 0                     | -                              | -                              | -                              | -                              | 11    | 5     | 0     |
| 2020-2021             | FC Lorient            | Ligue 1               | 32          | 14          | 2           | 2                     | 1                     | 0                     | -                              | -                              | -                              | -                              | 34    | 15    | 2     |
| 2021-2022             | FC Lorient            | Ligue 1               | 37          | 8           | 4           | 1                     | 0                     | 0                     | -                              | -                              | -                              | -                              | 38    | 8     | 4     |
| 2022-2023             | FC Lorient            | Ligue 1               | 18          | 12          | 0           | -                     | -                     | -                     | -                              | -                              | -                              | -                              | 18    | 12    | 0     |
| Sous-total            | Sous-total            | Sous-total            | 87          | 34          | 6           | 3                     | 1                     | 0                     | -                              | -                              | -                              | -                              | 90    | 35    | 6     |
| 2022-2023             | OGC Nice (prêt)       | Ligue 1               | 16          | 6           | 3           | -                     | -                     | -                     | C4                             | 4                              | 3                              | 0                              | 20    | 9     | 3     |
| 2023-2024             | OGC Nice              | Ligue 1               | 30          | 11          | 3           | 2                     | 0                     | 0                     | -                              | -                              | -                              | -                              | 32    | 11    | 3     |
| 2024-2025             | OGC Nice              | Ligue 1               | 5           | 1           | 0           | -                     | -                     | -                     | -                              | -                              | -                              | -                              | 5     | 1     | 0     |
| 2025-2026             | OGC Nice              | Ligue 1               | 1           | 0           | 0           | -                     | -                     | -                     | C1                             | 2                              | 0                              | 0                              | 3     | 0     | 0     |
| Sous-total            | Sous-total            | Sous-total            | 52          | 18          | 6           | 2                     | 0                     | 0                     | -                              | 6                              | 3                              | 0                              | 60    | 21    | 6     |
| Total sur la carrière | Total sur la carrière | Total sur la carrière | 185         | 78          | 15          | 8                     | 2                     | 0                     | -                              | 8                              | 3                              | 0                              | 201   | 83    | 15    |

### En sélection nationale
| Saison                | Sélection             | Phases finales        | Phases finales | Phases finales | Phases finales | Éliminatoires | Éliminatoires | Éliminatoires | Matchs amicaux | Matchs amicaux | Matchs amicaux | Total | Total | Total |
| Saison                | Sélection             | Compétition           | M              | B              | Pd             | M             | B             | Pd            | M              | B              | Pd             | M     | B     | Pd    |
| --------------------- | --------------------- | --------------------- | -------------- | -------------- | -------------- | ------------- | ------------- | ------------- | -------------- | -------------- | -------------- | ----- | ----- | ----- |
| 2020-2021             | Nigeria               | -                     | -              | -              | -              | -             | -             | -             | 2              | 0              | 0              | 2     | 0     | 0     |
| 2021-2022             | Nigeria               | -                     | -              | -              | -              | 3             | 2             | 0             | 2              | 0              | 0              | 5     | 2     | 0     |
| 2022-2023             | Nigeria               | -                     | -              | -              | -              | 1             | 0             | 0             | 2              | 1              | 0              | 3     | 1     | 0     |
| 2023-2024             | Nigeria               | CAN 2023              | 2              | 0              | 0              | 4             | 0             | 0             | 2              | 1              | 0              | 8     | 1     | 0     |
| Total sur la carrière | Total sur la carrière | Total sur la carrière | 2              | 0              | 0              | 8             | 2             | 0             | 8              | 2              | 0              | 18    | 4     | 0     |

### Liste des matchs internationaux
| Matchs internationaux de Terem Moffi | Matchs internationaux de Terem Moffi | Matchs internationaux de Terem Moffi                 | Matchs internationaux de Terem Moffi | Matchs internationaux de Terem Moffi | Matchs internationaux de Terem Moffi    | Matchs internationaux de Terem Moffi                              |
|                                      | Date                                 | Lieu                                                 | Adversaire                           | Résultats                            | Compétitions                            | Notes                                                             |
| ------------------------------------ | ------------------------------------ | ---------------------------------------------------- | ------------------------------------ | ------------------------------------ | --------------------------------------- | ----------------------------------------------------------------- |
| 1.                                   | 4 juin 2021                          | Stadion Wiener Neustadt, Wiener Neustadt, Autriche   | Cameroun                             | 0 - 1                                | Match amical                            | Rentre en jeu à la 66e minute à la place de Paul Onuachu.         |
| 2.                                   | 8 juin 2021                          | Stadion Wiener Neustadt, Wiener Neustadt, Autriche   | Cameroun                             | 0 - 0                                | Match amical                            | Rentre en jeu à la 46e minute à la place de Paul Onuachu.         |
| 3.                                   | 7 septembre 2021                     | Estádio Municipal Adérito Sena, Mindelo, Cap-Vert    | Cap-Vert                             | 1 - 2                                | Éliminatoires de la Coupe du monde 2022 | Rentre en jeu à la 73e minute à la place de Ahmed Musa.           |
| 4.                                   | 29 mai 2022                          | AT&T Stadium, Arlington, États-Unis                  | Mexique                              | 2 - 1                                | Match amical                            | Titulaire et remplacé par Victor Mbaoma à la 72e minute de jeu.   |
| 5.                                   | 3 juin 2022                          | Sports Illustrated Stadium, Harrison, États-Unis     | Équateur                             | 1 - 0                                | Match amical                            | Titulaire et remplacé par Victor Mbaoma à la 85e minute de jeu.   |
| 6.                                   | 9 juin 2022                          | Abuja Stadium, Abuja, Nigeria                        | Sierra Leone                         | 2 - 1                                | Éliminatoires de la CAN 2023            | Rentre en jeu à la 90e minute à la place de Victor Osimhen.       |
| 7.                                   | 13 juin 2022                         | Stade Adrar, Agadir, Maroc                           | Sao Tomé-et-Principe                 | 0 - 10                               | Éliminatoires de la CAN 2023            | Titulaire et remplacé par Sadiq Umar à la 71e minute de jeu.      |
| 8.                                   | 27 septembre 2022                    | Stade Miloud-Hadefi, Oran, Algérie                   | Algérie                              | 2 - 1                                | Match amical                            | Titulaire et remplacé par Taiwo Awoniyi à la 72e minute de jeu.   |
| 9.                                   | 17 novembre 2022                     | Estádio José Alvalade XXI, Lisbonne, Portugal        | Portugal                             | 4 - 0                                | Match amical                            | Titulaire et remplacé par Paul Onuachu à la 58e minute de jeu.    |
| 10.                                  | 27 mars 2023                         | Stade du 24-Septembre, Bissau, Guinée-Bissau         | Guinée-Bissau                        | 0 - 1                                | Éliminatoires de la CAN 2023            | Titulaire et remplacé par Joe Aribo à la 61e minute de jeu.       |
| 11.                                  | 13 octobre 2023                      | Estádio do Portimonense, Portimão, Portugal          | Arabie saoudite                      | 2 - 2                                | Match amical                            | Rentre en jeu à la 59e minute à la place de Victor Osimhen.       |
| 12.                                  | 16 octobre 2023                      | Estádio Municipal de Albufeira, Albufeira, Portugal  | Mozambique                           | 2 - 3                                | Match amical                            | Titulaire et remplacé par Victor Boniface à la 75e minute de jeu. |
| 13.                                  | 16 novembre 2023                     | Godswill Akpabio International Stadium, Uyo, Nigeria | Lesotho                              | 1 - 1                                | Éliminatoires de la Coupe du monde 2026 | Rentre en jeu à la 59e minute à la place de Taiwo Awoniyi.        |
| 14.                                  | 19 novembre 2023                     | Stade Huye, Butare, Rwanda                           | Zimbabwe                             | 1 - 1                                | Éliminatoires de la Coupe du monde 2026 | Titulaire et remplacé par Sadiq Umar à la 77e minute de jeu.      |
| 15.                                  | 7 février 2024                       | Stade de la Paix de Bouaké, Bouaké, Côte d'Ivoire    | Afrique du Sud                       | 1 - 1 (4-2)                          | CAN 2023                                | Rentre en jeu à la 110e minute à la place de Victor Osimhen.      |
| 16.                                  | 11 février 2024                      | Stade Alassane-Ouattara, Abidjan, Côte d'Ivoire      | Côte d'Ivoire                        | 1 - 2                                | CAN 2023                                | Rentre en jeu à la 86e minute à la place de Frank Onyeka.         |
| 17.                                  | 7 juin 2024                          | Godswill Akpabio International Stadium, Uyo, Nigeria | Afrique du Sud                       | 1 - 1                                | Éliminatoires de la Coupe du monde 2026 | Rentre en jeu à la 80e minute à la place de Paul Onuachu.         |
| 18.                                  | 10 juin 2024                         | Stade Félix-Houphouët-Boigny, Abidjan, Côte d'Ivoire | Bénin                                | 2 - 1                                | Éliminatoires de la Coupe du monde 2026 | Titulaire et remplacé par Victor Boniface à la 51e minute de jeu. |

### Buts internationaux
| Buts internationaux de Terem Moffi | Buts internationaux de Terem Moffi | Buts internationaux de Terem Moffi                  | Buts internationaux de Terem Moffi | Buts internationaux de Terem Moffi | Buts internationaux de Terem Moffi | Buts internationaux de Terem Moffi |
|                                    | Date                               | Lieu                                                | Adversaire                         | Score                              | Résultats                          | Compétitions                       |
| ---------------------------------- | ---------------------------------- | --------------------------------------------------- | ---------------------------------- | ---------------------------------- | ---------------------------------- | ---------------------------------- |
| 1                                  | 13 juin 2022                       | Stade Adrar, Agadir, Maroc                          | Sao Tomé-et-Principe               | 0 - 3                              | 0 - 10                             | Éliminatoires de la CAN 2023       |
| 2                                  | 13 juin 2022                       | Stade Adrar, Agadir, Maroc                          | Sao Tomé-et-Principe               | 0 - 6                              | 0 - 10                             | Éliminatoires de la CAN 2023       |
| 3                                  | 27 septembre 2022                  | Stade Miloud-Hadefi, Oran, Algérie                  | Algérie                            | 0 - 1                              | 2 - 1                              | Match amical                       |
| 4                                  | 16 octobre 2023                    | Estádio Municipal de Albufeira, Albufeira, Portugal | Mozambique                         | 1 - 1                              | 2 - 3                              | Match amical                       |

## Palmarès

### En sélection
Terem Moffi est finaliste de la CAN en 2023 avec le Nigeria.

### Distinctions personnelles
- Nommé pour le Prix Marc-Vivien Foé en 2024[30].